# Ceropegia yampwapwa
Ceropegia yampwapwa är en oleanderväxtart som beskrevs av Masinde. Ceropegia yampwapwa ingår i släktet Ceropegia och familjen oleanderväxter. Inga underarter finns listade i Catalogue of Life.